# Mupirocine
Le mupirocine est un antibiotique, anti-staphylococcique local indiqué dans l'éradication du portage de Staphylococcus aureus ou la désinfection des gîtes staphylococciques en cas de staphylococcies cutanées récidivantes. Il est développé par la société pharmaceutique britannique Beecham, issu de Pseudomonas fluorescens. Il est utilisé par voie topique et est efficace contre les bactéries à Gram positif. Les espèces habituellement sensibles sont les Staphylococcus aureus et Staphylococcus epidermidis sensibles ou non à la méticilline.
Le mupirocine est bactériostatique à faible concentration et bactéricide à forte concentration. L'indication principale de la mupirocine est l'éradication du portage nasal Staphylococcus aureus En milieu hospitalier, il est utilisé pour le contrôle des épidémies ou états hyperendémiques à Staphylococcus aureus (Méti-R).
Il fait partie de la liste des médicaments essentiels de l'Organisation mondiale de la santé (liste mise à jour en avril 2013).